# Бурханпур (округ)
|Часовий пояс = +5:30
```
|Сайт                             =
https://web.archive.org/web/20170829114820/http://burhanpur.nic.in/
```

Бурханпур (англ. Burhanpur) — округ в індійському штаті Мадх'я-Прадеш. Входить в Дивізіон Індор . Утворений 15 серпня 2003 році з частини території округу Кхандва. Адміністративний центр — місто Бурханпур. Площа округу — 4573 км². За даними всеіндійського перепису 2001 року населення округу становило 634 883 чоловік.